# Midland Football League (angol labdarúgó-bajnokság)
A Midland Football League egy West Midlands és Kelet-Közép-Anglia labdarúgó szervezete, amely Derbyshire, Herefordshire, Leicestershire, Northamptonshire, Nottinghamshire, Rutland, Shropshire, Staffordshire, Warwickshire, West Midlands és Worcestershire megyéinek fél-profi és amatőr csapatait négy bajnokság küzdelmeiben szerepelteti, az angol labdarúgó-bajnokságok kilencedik vonalától a tizenkettedik osztályáig.

## Története
A bajnokságot 2014-ben, a Midland Alliance és a Midland Combination bajnokságok egyesítésével hozták létre.

## A bajnokság rendszere

A Midland League kék színnel jelölve

Legfelsőbb osztálya a Premier Division, amely alatt a tizedik osztályt képviselő, Division One helyezkedik el.
A bajnokságban még érdekelt Division Two és Division Three ún. Feeder League (Feltöltő liga), ahonnan egy esetleges visszalépés esetén új résztvevővel pótolják a felsőbb osztályokat.
A divíziók összesen 72 klub részvételét biztosítják a ligában, azonban az angliai bajnokságok többségével ellentétben Tartalék és U21-es versenyekkel is rendelkezik, melyek további 30 együttest számlálnak.
Mindegyik részt vevő két alkalommal mérkőzik meg ellenfelével.
A győztes 3 ponttal lesz gazdagabb, döntetlen esetén 1 pontot kap mindkét csapat, a vereségért nem jár pont.
Premier Division: 
A bajnokság első helyezettje a következő évben a Northern Premier League D1 South és a Southern Football League D1 Central résztvevőjeként szerepelhet. Az utolsó három helyezett a másodosztály (Division One) sorozatában folytathatja.
Division One:
Az első három helyezett az MFL első osztályában (Premier Division) vehet részt a következő szezontól. Kieső csapatok nincsenek, a Division Two és Division Three győztesei, csapatai, abban az esetben csatlakozhatnak a felsőbb osztályhoz, amennyiben megfelelnek a szervezet követelményeinek.
Visszalépés esetén a csapatokat a Division Two, Division Three, vagy az East Midlands Counties Football League és a West Midlands (Regional) Football League bajnokságaiba helyezik át.

## Külső hivatkozások
- Hivatalos honlap
- League tables